# Nikolaï Alexandrovitch Chtcherbatov
Prince Nikolaï Alexandrovitch Chtcherbatov, (en russe : Князь Николай Александрович Щербатов), né le 22 mars 1800 à Moscou, décédé le 5 février 1863 à Moscou. Colonel, Conseiller d'État, Conseiller privé, Gouverneur général de Moscou.

## Famille
Fils aîné du prince Alexandre Alexandrovitch Chtcherbatov (1776-1834) et de son épouse Maria Petrovna Boulgakova (1770-1800).
Le prince Nikolaï Alexandrovitch Chtcherbatov épousa Zinaïda Pavlovna Golitsyna (1813-1879), fille du prince Pavel Alexeïevitch Golitsyne.
Deux enfants naquirent de cette union :
- Maria Nikolaïevna Chtcherbatova.
- Varvara Nikolaïevna Chtcherbatova : elle épousa Vassili Vassilievitch Goudovitch[1].

## Biographie

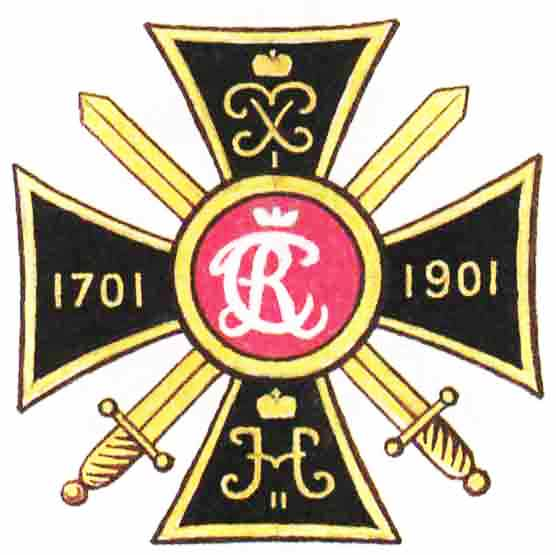
Insigne du 18e Régiment de Dragons Severski

Le 19 janvier 1818, au grade de sous-lieutenant, le prince Chtcherbatov incorpora le Régiment Semionovski. Le 24 décembre 1820, il fut transféré au 107e régiment d'infanterie Tronitski. Le 22 janvier 1821, il fut élevé au grade de Praporchtchik (enseigne).
Le 16 décembre 1824, le prince reçut son ordre de transfert pour le 18e Régiment de dragons Severski. Le 13 avril 1826, le grade de lieutenant lui fut accordé. Le 4 juin 1827, il fut nommé général-adjudant du prince Dmitri Vladimirovitch Golitsyne alors gouverneur militaire de Moscou. Le 13 janvier 1831, il reçut son affectation pour le Régiment des Uhlans de la Garde de Sa Majesté.
Au début de l'année 1831, le prince Chtcherbatov fut temporairement transféré comme général-adjudant du comte Piotr Petrovitch Palhen et prit part à la répression menées contre les patriotes polonais. Sa vaillance à Ostrołęka lui valut l'Ordre de Saint-Vladimir (4e classe avec ruban).
De retour à Moscou, le prince Chtcherbatov retrouva son poste de général-adjudant auprès du prince Golitsyne. Le 25 juin 1831, il fut élevé au grade de capitaine-lieutenant. Le 12 janvier 1846, le grade de colonel lui fut accordé, à la même date, l'Ordre de Saint-Georges (4e classe) lui fut décerné en raison de ses 25 années de service dans l'armée (12 janvier 1846).

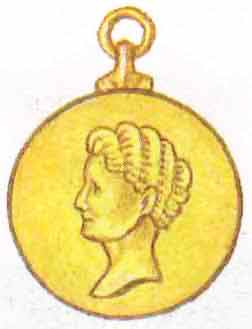
L'insigne du Régiment de Uhlans de la Garde de Sa Majesté

En 1850, Nikolaï Alexandrovitch Chtcherbatov prit sa retraite avec le grade de colonel. Il fut élu maréchal de la noblesse du district de Moscou. En 1854, il occupa les fonctions de conseiller d'État, en 1857, de Conseiller privé et de gouverneur général de Moscou.

## Décès et inhumation
Le prince Nikolaï Alexandrovitch Chtcherbatov décéda le 5 février 1863 à Moscou, il fut inhumé au Monastère Andronikov.

## Sources
- P. Bobrovski. Histoire du Régiment des Uhlans de la Garde de Sa Majesté. Saint-Pétersbourg. 1903.